# Dalbergia campenonii
Dalbergia campenonii är en ärtväxtart som beskrevs av Emmanuel Drake del Castillo. Dalbergia campenonii ingår i släktet Dalbergia, och familjen ärtväxter. Inga underarter finns listade i Catalogue of Life.